# Liptovská Anna
Liptovská Anna (ludowo: Svätána) – wieś i gmina (obec) w powiecie Liptowski Mikułasz w kraju żylińskim na Słowacji. Powierzchnia 11,28 km².
Wieś leży w północno-zachodniej części Kotliny Liptowskiej, u podnóży Gór Choczańskich, u samego wylotu Doliny Liptowskiej Anny, 18 km od Liptowskiego Mikułasza. Zabudowania rozłożone są na wysokości 640–690 m n.p.m., wprost pod skalnymi zerwami Czerenowej.
Liptowska Anna jest typową małą wioską liptowską pochodzenia ziemiańskiego. Jej początki sięgają 1297 r. i były związane z donacją tych terenów Ładysławowi, synowi Meshego (Mieszka?). Najstarsza wzmianka o wsi Liptowska Anna i istniejącej w niej parafii pochodzi z 1332 r.
Z części wsi zwanej Ižipovské ravne pochodzi szereg znalezisk archeologicznych, w tym wiele narzędzi z epoki kamienia łupanego oraz przedmiotów brązowych należących do kultury łużyckiej i pochodzących z końca epoki brązu. Osada tej kultury znajdowała się na południowych stokach wzniesienia w widłach potoków.
Obok części dzisiejszej wsi, należącej w średniowieczu do ziemiańskich rodów Almanów, Dobáków i in., od XIII w. druga część wsi stanowiła wspólną jednostkę osadniczą z położoną nieco dalej na południe wsią Bukovina, występującą pod nazwą Podhradie (węg. Varália). Związana ona była ze służebnością wobec powstałego niedaleko Zamku Liptowskiego. Mieszkańcy zajmowali się rolnictwem, hodowlą owiec, a także wyrobem drewnianych sprzętów gospodarstwa domowego i gorzelnictwem. Wieś była znana również jako centrum wyrobu ówczesnych prymitywnych skrzypiec (gęśli). Kościół parafialny pod wezwaniem św. Anny, pochodzący z drugiej połowy XIII w. i rozbudowany ok. 1500 r. spłonął w 1805 r. i już nigdy nie został odbudowany. Do dziś zachowały się jedynie fragmenty murów. Spłonęła również drewniana dzwonnica z drugiej połowy XVIII w., stojąca przy południowym murze nawy. W 1998 r. w pobliżu tego miejsca wzniesiono nową dzwonnicę drewnianą.
Wieś posiada komunikację autobusową z Liptowskim Mikułaszem. We wsi początek szlaku turystycznego wiodącego przez Góry Choczańskie do Svoradu.

## Szlak i turystyczne
Liptovská Anna – Prawnacz – Heliasz – przełęcz Równe – Łomy – Malatinská roveň – Svorad